# Clastoptera semivitrea
Clastoptera semivitrea is een halfvleugelig insect uit de familie Clastopteridae. De wetenschappelijke naam van deze soort is voor het eerst geldig gepubliceerd in 1898 door Fowler.